# Karlskrona HK
Karlskrona HK (KHK), bildad 2001, är en ishockeyklubb från Karlskrona i Sverige. Klubben kvalificerade sig för spel i Hockeyallsvenskan 2012 och för spel i SHL 2015. Efter säsongen 2019/2020 åkte Karlskrona HK ur Hockeyallsvenskan och tvångsnedflyttades till Hockeyettan till följd av att klubben nekades elitlicens, och ersattes av Väsby IK Hockey. Klubben spelar sina hemmamatcher i NKT Arena Karlskrona. Ishallen har en kapacitet för 5 050 åskådare. Klubbens supporterklubb heter Black Bugs.

## Historia
Karlskrona HK bildades 2001 efter att den förra klubben Karlskrona IK (KIK) gått i konkurs samma år. Den första säsongen slutade klubben på en femte plats i Division III södra. Det krävdes ytterligare fyra säsonger till i divisionen innan KHK kvalificerade sig för spel i Division II. Säsongen 2007/2008 lyckades klubben ta sig till Division 1 efter enbart två säsongers spel i division 2. Detta utan att förlora en enda match i playoff eller i kvalserien. 
Säsongen 2010/2011 tog Karlskrona sig till Allettan för första gången i klubbens historia och därefter gick man genom playoff till Kvalserien där man var 1 poäng från att ta steget upp i Hockeyallsvenskan.
Säsongen 2011/2012 avancerade man till Hockeyallsvenskan och säsongen 2014/2015 avslutades med avancemang till Svenska Hockeyligan.  Efter en tuff debutsäsong i högsta ligan höll sig klubben kvar via kval och spelade även  i SHL 2016/2017 och 2017/2018.
Säsongen 2017/2018 hamnade KHK sist i SHL och fick möta Timrå IK i bäst av 7 matcher i ett direktkval till SHL. KHK hade en stabil 3–1 ledning i matcher med tre "matchbollar" men förlorade sedan de tre kommande matcherna vilket betydde att Timrå hade vänt på serien och därför var klart för SHL genom vinst med 4–3 i matcher. Från och med säsongen 2018/2019 spelade man åter i Hockeyallsvenskan.
Inför säsongen 2020/2021 meddelade förbundet att föreningen inte klarade de ekonomiska kraven för elitlicens för att ha ett lag i Hockeyallsvenskan. Redan inför säsongen 2019/2020 hade klubben problem med sin ekonomi, men man beviljades dispens och man fick spela kvar i ligan säsongen ut. En dispens får endast tilldelas till ett lag en gång under en femårsperiod. Karlskrona HK överklagade två gånger om men fick avslag.

## Media
The Bones har gjort en låt, KHK Fight Song, tillsammans med KHK som spelas när laget gör entré. Föreningens har en egen TV-kanal KHKTV som visar intervjuer och streamade livesända matcher via internet.

## Truppen 2024/2025
| Nr  | Nat | Målvakter       | Pos | S/H | Ålder | Kom från/Värvad     | Födelseort              |
| --- | --- | --------------- | --- | --- | ----- | ------------------- | ----------------------- |
| #37 | SWE | Fabian Arwidson | GK  | L   | 20    | Rögle BK J20, 2024  | Karlskrona, Blekinge    |
| #35 | SWE | Carl Malmqvist  | GK  | L   | 22    | Segeltorps IF, 2023 | Stockholm, Södermanland |

| Nr  | Nat | Backar               | Pos | S/H | Ålder | Kom från/Värvad          | Födelseort              |
| --- | --- | -------------------- | --- | --- | ----- | ------------------------ | ----------------------- |
| #3  | SWE | Marcus Björk         | D   | L   | 27    | Hudiksvalls HC, 2023     | Leksand, Dalarna        |
| #89 | SWE | Tim Bothén           | D   | L   | 25    | Kalmar HC, 2024          | Halmstad, Halland       |
| #27 | SWE | Alex Brännstam       | D   | L   | 23    | Västerviks IK, 2024      | Stockholm, Södermanland |
| #7  | SWE | Lukas Fredin         | D   | L   | 25    | KRIF Hockey, 2024        | Karlskrona, Blekinge    |
| #20 | SWE | Emil Saramaa Larsson | D   | L   | 19    | KHK J20, 2024            | Linköping, Östergötland |
| #4  | SWE | Noah Schalin         | D   | R   | 29    | Malmö Redhawks J20, 2024 | Lund, Skåne             |
| #47 | SWE | Tim Welin            | D   | L   | 22    | Kalmar HC, 2024          | Stockholm, Södermanland |
| #23 | SWE | Hugo Wendt           | D   | L   | 21    | Tranås AIF, 2023         | Malmö, Skåne            |

| Nr  | Nat | Forwards                 | Pos   | S/H | Ålder | Kom från/Värvad                | Födelseort               |
| --- | --- | ------------------------ | ----- | --- | ----- | ------------------------------ | ------------------------ |
| #22 | SWE | Alexander Bergström      | LW/RW | L   | 38    | Krefeld Pinguine, 2022         | Osby, Skåne              |
| #86 | SWE | Viktor Bernhardtz        | LW    | L   | 22    | Halmstad Hammers HC, 2024      | —                        |
| #21 | SWE | Axel Björnkvist          | C     | R   | 23    | Tyringe SoSS, 2024             | Trelleborg, Skåne        |
| #91 | SWE | Nils Bolin               | LW    | R   | 22    | Visby/Roma HK, 2024            | —                        |
| #8  | SWE | Robin Carlsson Tillström | RW/LW | R   | 28    | Västerviks IK, 2024            | Nässjö, Småland          |
| #95 | SWE | Victor Crus Rydberg      | C/W   | R   | 29    | Kalmar HC, 2023                | Tingsryd, Småland        |
| #49 | SWE | Filip Cruseman           | LW    | L   | 34    | HC Vita Hästen, 2022           | Västerås, Västmanland    |
| #14 | SWE | Liam Engström            | F     | L   | 20    | Bemidji State University, 2024 | Surahammar, Västmanland  |
| #16 | SWE | Oscar Hagman             | RW    | R   | 22    | Växjö Lakers HC J20, 2022      | Västerås, Västmanland    |
| #72 | SWE | Alexander Heiver         | RW    | R   | 27    | KRIF Hockey, 2021              | Landsbro, Småland        |
| #13 | SWE | Khalid Ibrahim           | LW/RW | L   | 27    | Mörrums GoIS IK, 2024          | Skellefteå, Västerbotten |
| #28 | SWE | David Karlström          | C/RW  | L   | 23    | Hanvikens SK, 2024             | Stockholm, Södermanland  |
| #11 | SWE | Lukas Sjöblom            | C     | L   | 24    | Halmstad Hammers HC, 2024      | Ljungby, Småland         |
| #32 | SWE | Sebastian Sundlöv        | C     | L   | 23    | KRIF Hockey, 2021              | Gävle, Gästrikland       |

Huvudtränare: Magnus Sundqvist
Assisterande tränare: Eric Karlsson
Assisterande tränare: Hans Ottinger
Målvaktstränare/assisterande tränare: Timo Leinonen
Sportchef: Hampus Melén

## Säsonger
| Säsong    | Division            | Placering | Vårserie              | Kval/Playoff                                                                                            |
| --------- | ------------------- | --------- | --------------------- | --- |
| 2007/2008 | Division II         | 1         | 2:a i Förkvalsserie A | uppflyttade                                                                                             |
| 2008/2009 | Division 1F         | 6         | 1:a i vårserien       | Playoff: Vinner mot Mjölby HC, utslagna av Skåre BK                                                     |
| 2009/2010 | Division 1F         | 5         | 1:a i vårserien       | Utslagna av Nybro Vikings i Playoff 1.                                                                  |
| 2010/2011 | Division 1F         | 3         | 4:a i Allettan Södra  | Playoff: Vinner mot Tranås AIF, Kristianstads IK och Visby/Roma 3:a i Kvalserien till Hockeyallsvenskan |
| 2011/2012 | Division 1F         | 4         | 2:a i Allettan Södra  | Playoff: Vinner mot Östersunds IK och Vita Hästen 1:a i Kvalserien till Hockeyallsvenskan, uppflyttade  |
| 2012/2013 | Hockeyallsvenskan   | 14        |                       | 2:a i Kval till Hockeyallsvenskan                                                                       |
| 2013/2014 | Hockeyallsvenskan   | 5         |                       | 2:a i playoff                                                                                           |
| 2014/2015 | Hockeyallsvenskan   | 2         |                       | Vinner Hockeyallsvenska finalen mot VIK Västerås, uppflyttade                                           |
| 2015/2016 | Svenska Hockeyligan | 14        |                       | Besegrar AIK i Direktkval                                                                               |
| 2016/2017 | Svenska Hockeyligan | 11        |                       | |
| 2017/2018 | Svenska Hockeyligan | 14        |                       | Utslagna av Timrå IK i direktkval, nerflyttade                                                          |
| 2018/2019 | Hockeyallsvenskan   | 7         | 5:a i slutspelsserien | |
| 2019/2020 | Hockeyallsvenskan   | 11        |                       | Beviljas ej elitlicens, nerflyttade                                                                     |
| 2020/2021 | Hockeyettan Södra   | 3         | 9:a i Allettan Södra  | |
| 2021/2022 | Hockeyettan Södra   | 3         | 5:a i Alettan Södra   | Slutspel: Utslagna av Vimmerby                                                                          |
| 2022/2023 | Hockeyettan Södra   | 2         | 8:a i Allettan Södra  | Slutspel: Besegrar Visby, utslagna av Troja                                                             |

## Fotnoter
1. ↑  David Hjorter & Andreas Lindman (10 mars 2015). ”Karlskrona klart för SHL. 2016 tog klubben sitt första SM-guld”. Sveriges Radio. http://sverigesradio.se/sida/artikel.aspx?programid=179&artikel=6113432. Läst 11 mars 2015.
2. ↑  ”Tävlingschefen om vakanta platsen: "Har varit i kontakt med Väsby"”. hockeynews.se. 12 juni 2020. https://www.aftonbladet.se/sportbladet/hockey/a/501WLE/karlskrona-flyttas-ner-fran-hockeyallsvenskan. Läst 12 juni 2020.
3. ↑  ”KHK degraderas – men vilka har ansvaret?”. Expressen. https://www.expressen.se/kvallsposten/sport/blogg/mrmadhawk/2020/06/12/kok-degraderas-men-vilka-har-ansvaret/. Läst 12 juni 2020.
4. ↑  ”Karlskrona HK får ingen elitlicens”. SVT Sport. https://www.svt.se/sport/ishockey/karlskrona-hk-far-ingen-elitlicens. Läst 12 juni 2020.
5. ↑  ”Samtliga föreningar beviljas licens 2019/20”. Hockeyallsvenskan. https://www.hockeyallsvenskan.se/artikel/mepaajy4m-1el1/samtliga-foreningar-beviljas-licens-2019-20. Läst 12 juni 2020.
6. ↑  Rasmus Kågström (3 augusti 2020). ”KLART: Överklagan avslås – Karlskrona tvångsnedflyttas”. hockeysverige.se. https://hockeysverige.se/2020/08/03/klart-overklagan-avslas-karlskrona-tvangsnedflyttas. Läst 25 september 2020.
7. ↑  ”Truppen”. Karlskrona HK. https://www.khk.se/lag/f51e-f51eM6sbL__karlskrona-hk/roster. Läst 30 juli 2023.
8. ↑  ”Division 2 Herr södra B”. everysport.com. http://www.everysport.com/sport/ishockey/2007-2008/division-2-herr/soedra-b/29147. Läst 3 april 2019.
9. ↑  ”Division 2 Herr : Förkvalserie A till div 1”. everysport.com. http://www.everysport.com/sport/ishockey/2007-2008/division-2-herr/soedra-b/29147. Läst 3 april 2019.
10. ↑  ”Kört för Karlskrona – flyttas ner”. SVT Sport. 3 augusti 2020. https://www.svt.se/sport/ishockey/kort-for-karlskrona-flyttas-ned. Läst 19 september 2020.